# Venturosa (Lima)
Venturosa es un caserío peruano ubicado en el distrito de Supe, perteneciente a la provincia de Barranca del departamento de Lima, en la costa central del Perú. 

## Ubicación
Venturosa se ubica al sur de la provincia de Barranca, en el distrito de Supe, en el departamento de Lima.

## Demografía
En 2017 Venturosa tenía una población de 54 habitantes.